# Вейлан (Міннесота)
Вейлан (англ. Whalan) — місто (англ. city) в США, в окрузі Філлмор штату Міннесота. Населення — 67 осіб (2020).

## Географія
Вейлан розташований за координатами 43°44′3″ пн. ш. 91°55′22″ зх. д. / 43.73417° пн. ш. 91.92278° зх. д. (43.734223, -91.922882).  За даними Бюро перепису населення США в 2010 році місто мало площу 1,12 км², з яких 1,07 км² — суходіл та 0,05 км² — водойми. В 2017 році площа становила 1,18 км², з яких 1,11 км² — суходіл та 0,07 км² — водойми.

## Демографія
Згідно з переписом 2010 року, у місті мешкали 63 особи в 32 домогосподарствах у складі 14 родин. Густота населення становила 56 осіб/км².  Було 55 помешкань (49/км²).
Расовий склад населення:
| - 100,0 % — білих |

До двох чи більше рас належало 0,0 %. Частка іспаномовних становила 0,0 % від усіх жителів.
За віковим діапазоном населення розподілялося таким чином: 22,2 % — особи молодші 18 років, 58,8 % — особи у віці 18—64 років, 19,0 % — особи у віці 65 років та старші. Медіана віку мешканця становила 46,3 року. На 100 осіб жіночої статі у місті припадало 117,2 чоловіків;  на 100 жінок у віці від 18 років та старших — 113,0 чоловіків також старших 18 років.
За межею бідності перебувало 4,9 % осіб, у тому числі 0,0 % дітей у віці до 18 років та 19,0 % осіб у віці 65 років та старших.
Цивільне працевлаштоване населення становило 41 осіб. Основні галузі зайнятості: мистецтво, розваги та відпочинок — 24,4 %, виробництво — 19,5 %, освіта, охорона здоров'я та соціальна допомога — 17,1 %.